# Aek Nauli II (Sipahutar)
Aek Nauli II is een bestuurslaag in het regentschap Tapanuli Utara van de provincie Noord-Sumatra, Indonesië. Aek Nauli II telt 610 inwoners (volkstelling 2010).